# Karin Mack

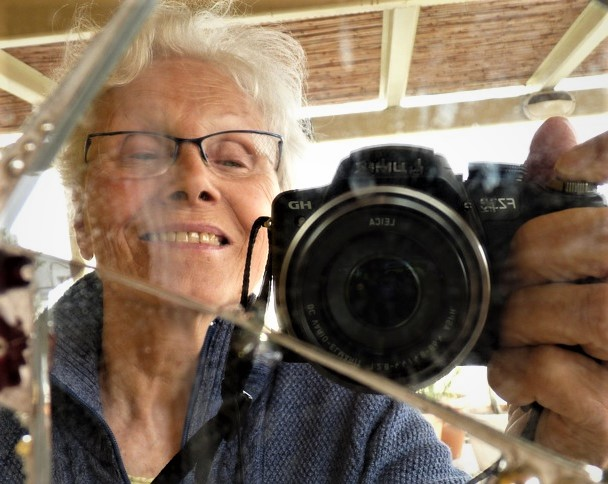
Karin Mack: Spiegelporträt (2017)

Karin Mack (geb. 1940 in Wien) ist eine österreichische konzeptuelle Fotokünstlerin. Sie gehörte zur Avantgarde feministischer Kunst der 1970er Jahre.

## Leben
Karin Mack arbeitete von 1967 bis 1978 als Architekturfotografin und studierte anschließend bis 1988  Kunstgeschichte und Italienisch an der Universität Wien. Sie war von 1977 bis 1982 in der Gruppe IntAkt beteiligt, die sich für die Verbesserung der Situation von Künstlerinnen einsetzt. 1994 zog sie in die Niederlande, wo sie bis 2005 lebte. Seit 2008 ist sie Mitglied der niederösterreichischen Foto- und Medieninitiative Fluss und des Künstlerhauses Wien. Sie arbeitet als freischaffende Fotokünstlerin, Autorin, Herausgeberin und Kuratorin in Wien. Sie war mit dem Architekten Friedrich Achleitner verheiratet.

## Werk
Zwischen 1975 und 1981 schuf Karin Mack Fotomontagen surrealer Selbstporträts in Schwarz-Weiß, mit denen sie der Frage nach dem Selbst und der weiblichen Identität nachging. Ausgehend von Bildern traditioneller weiblicher Repräsentation in der Werbung wollen ihre Montagen falsche Versprechen entlarven. In der vierteiligen Serie Bügeltraum von 1975 bügelt sie einen schwarzen Schleier und legt sich zuletzt als „dramatische Witwe“ selbst auf das Brett. Ihre Fotomontage Zerstörung einer Illusion von 1977 wird zu einem der wegweisenden Werke feministischer Fotografie der siebziger Jahre gezählt. Margit Zuckriegl, Kuratorin im Museum der Moderne Salzburg, beschrieb Karin Mack als eine der feministischen Künstlerinnen, „die ihre Themen aus einer ganz persönlichen Innenschau generieren und diese wie in einem poetischen Theater der Selbstereignisse inszenieren“. Neben anderen österreichischem Künstlerinnen wie Renate Bertlmann und Birgit Jürgenssen ist Karin Mack  mit frühen Arbeiten in der internationalen Ausstellungsreihe Feministische Avantgarde vertreten, die in mehreren Museen und 2022 auf der 53. Rencontres de la photographie d'Arles gezeigt wurde.
In den 1970er Jahren entstanden auch Porträts von Künstlern und Mitgliedern der Wiener Gruppe, darunter Hermann Nitsch und Oswald Wiener. Es sind Schnappschüsse von Happenings oder im privaten Rahmen, mit denen Karin Mack als „teilnehmende Beobachterin“ die Kunst- und Kulturszene Wiens dokumentierte.

## Ausstellungen (Auswahl)
Einzelausstellungen
- 1985: Die Selbstporträts 1975–1985, Fotogalerie Wien
- 2007: Kunstwege '70. Fotografien von Karin Mack, Wienmuseum

Beteiligungen
- 2004: Frau im Bild / Gegenpositionen, Museum Moderner Kunst (Passau)
- 2008: Sound of Art, Museum der Moderne Salzburg
- 2008: IntAkt – Die Pionierinnen, Werkschau XIII, Fotogalerie Wien[9]
- 2012: Me, Myself and Them, Gruppenausstellung zum Thema Selbstporträt, Künstlerhaus Wien
- 2012: On Screen – Aktuelle Fotografie aus Österreich, Fotohof Salzburg[9]
- 2014: Experiment Analog. Fotografische Handschriften im Zeitalter des Digitalen, Künstlerhaus Wien[9]
- 2015: Rabenmütter, Lentos Kunstmuseum Linz
- 2015 bis 2017: Feministische Avantgarde der 1970er Jahre. Werke aus der Sammlung Verbund, Wien. Hamburger Kunsthalle; The Photographers’ Gallery, London; Museum Moderner Kunst Stiftung Ludwig Wien
  - 2022: Une Avant-Garde Fèministe, 53. Rencontres de la photographie d'Arles
- 2018: Women House, National Museum of Women in the Arts
- 2021: Schiele und die Folgen, Albertina Modern, Wien[10]

## Auszeichnungen
- 2016: Preis der Stadt Wien für Bildende Kunst[11]

## Veröffentlichungen
- Freischwimmen. Zur Geschichte der Internationalen Aktionsgemeinschaft Bildender Künstlerinnen IntAkt, de'A Almhofer &Cie KG, Gumpoldskirchen 2011, ISBN 978-3-901867-30-9
- Nahe Ferne (Bildband), Edition Fotohof, Band 198, Salzburg 2014, ISBN 978-3-902675-98-9
- Wolkenschatten / Dichterlicht. Gedanken zu Island, Bibliothek der Provinz, Weitra 2018, ISBN 978-3-99028-724-8

## Film
- „Sie ist der andere Blick“, Porträtfilm von Christiana Perschon über fünf österreichische Künstlerinnen der feministischen Avantgarde der 1970er Jahre, die heute als arriviert gelten: Renate Bertlmann, Linda Christanell, Iris Dostal, Lore Heuermann, Karin Mack und Margot Pilz. Produktion: Christiana Perschon 2018 (Kinofilm, Farbe und Schwarz/Weiß, 88 Minuten).[12][13]